# Satz von der eingeschränkten Invertierbarkeit
Der Satz von der eingeschränkten Invertierbarkeit (englisch restricted invertibility theorem), auch Satz von Bourgain-Tzafriri, ist ein mathematischer Satz aus der Funktionalanalysis. Das Theorem beschäftigt sich mit der Frage der Invertierbarkeit eines linearen Operators (respektive einer quadratischen Matrix) auf einem endlichdimensionalen {\displaystyle l_{p}^{n}}-Raum. Das Theorem hat bedeutende Anwendungen in der lokalen Theorie der Banach-Räume.
Der Satz wurde von Jean Bourgain und Lior Tzafriri bewiesen.

## Eingeschränkte Invertierbarkeit
Notation:
- {\displaystyle l_{p}^{n}:=(\mathbb {R} ^{n},\|\cdot \|_{p}).}
- {\displaystyle l_{p}:=l_{p}^{\infty }} ist der Folgenraum der {\displaystyle p}-summierbaren Folgen.
- {\displaystyle \|L\|} ist die Operatornorm.
- {\displaystyle |S|} ist die Kardinalität von {\displaystyle S}.

### Aussage
Sei {\displaystyle L:l_{2}^{n}\to l_{2}^{n}} ein linearer Operator, so dass für jeden Einheitsvektor {\displaystyle \{e_{1},\dots ,e_{n}\}} gilt
{\displaystyle \|Le_{j}\|=1,\quad \forall j\in \{1,\dots ,n\}}.
Dann existieren universelle Konstanten {\displaystyle c,d>0} und eine Index-Untermenge {\displaystyle S\subseteq \{1,\dots ,n\}}, welche mindestens
{\displaystyle |S|\geq {\frac {cn}{\|L\|^{2}}}}
Indizes hat, so dass für die Norm der Restriktion gilt
{\displaystyle \left\|\sum \limits _{i\in S}a_{i}Le_{i}\right\|^{2}\geq d\sum \limits _{i\in S}|a_{i}|^{2}}
wobei {\displaystyle \{a_{i}\}_{i\in S}} beliebige Skalare sind.

## Erläuterungen an einem Beispiel
Sei {\displaystyle L} eine reelle {\displaystyle n\times n}-Matrix und {\displaystyle L_{S}} bezeichnet die Restriktion von {\displaystyle L} auf die Spalten mit Indizes in {\displaystyle S}
{\displaystyle L_{S}:=\sum \limits _{i\in S}Le_{i}.}
Es gilt nun für jeden Vektor {\displaystyle a\in \mathbb {R} ^{|S|}}, dass
{\displaystyle \left\|L_{S}a\right\|\geq d\|a\|.}
Betrachtet man nun den kleinsten Singulärwert (oder allgemeiner die Schatten-Norm)
{\displaystyle \sigma _{\operatorname {min} }(L_{S})=\min \limits _{\|x\|=1}\|L_{S}x\|}
dann gilt
{\displaystyle \sigma _{\operatorname {min} }(L_{S})\geq d>0}
und daraus folgt, dass {\displaystyle L_{S}} invertierbar ist. Weiter besitzt {\displaystyle L_{S}} mindestens {\displaystyle cn/\|L\|^{2}} Spalten. Außerdem folgt aus der Konditionsnummer
{\displaystyle \kappa (L_{S})={\frac {\sigma _{\operatorname {max} }(L_{S})}{\sigma _{\operatorname {min} }(L_{S})}},}
dass die Operatornorm der Inversen nach oben beschränkt ist
{\displaystyle \|L_{S}^{-1}\|={\frac {\kappa (L_{S})}{\|L_{S}\|}}={\frac {\sigma _{\operatorname {max} }(L_{S})}{\|L_{S}\|\sigma _{\operatorname {min} }(L_{S})}}\leq {\frac {\sigma _{\operatorname {max} }(L_{S})}{d^{2}}}=:K.}

## Verallgemeinerungen
Es existieren diverse Verallgemeinerungen und verwandte Aussagen (u. a. von Spielman-Srivastava, Vershynin und Naor-Youssef). Zum Beispiel kann die Restriktion der Einheitsvektoren {\displaystyle \|Le_{j}\|=1} entfernt werden. Es existiert auch eine Version für unendlichdimensionale Räume.

### Bourgain-Tzafriri-Vermutung
Eine Verallgemeinerung ist die Bourgain-Tzafriri-Vermutung (BT-Vermutung), welche äquivalent zum Kadison-Singer-Problem (KS-Problem) ist. Das KS-Problem wurde 2013 positiv gelöst und somit auch die BT-Vermutung.

#### Formulierung
Sei {\displaystyle L:l_{2}^{n}\to l_{2}^{n}} ein linearer Operator, so dass für jeden Einheitsvektor {\displaystyle \{e_{1},\dots ,e_{n}\}} gilt
{\displaystyle \|Le_{j}\|=1,\quad \forall j\in \{1,\dots ,n\}}.
Dann existiert eine universelle Konstante {\displaystyle c>0}, so das für jede positive Zahl {\displaystyle b>0} mit
{\displaystyle \|L\|\leq b}
ein {\displaystyle m=m(b)\in \mathbb {N} } und eine Partition {\displaystyle \{I_{j}\}_{j=1}^{m}} von {\displaystyle \{1,\dots ,n\}} existieren,
so dass
{\displaystyle \left\|\sum \limits _{i\in I_{j}}a_{i}Le_{i}\right\|^{2}\geq c\sum \limits _{i\in I_{j}}|a_{i}|^{2},\qquad 1\leq j\leq m}
wobei {\displaystyle \{a_{i}\}_{i\in I_{j}}} beliebige Skalare sind.